# Marc Coma

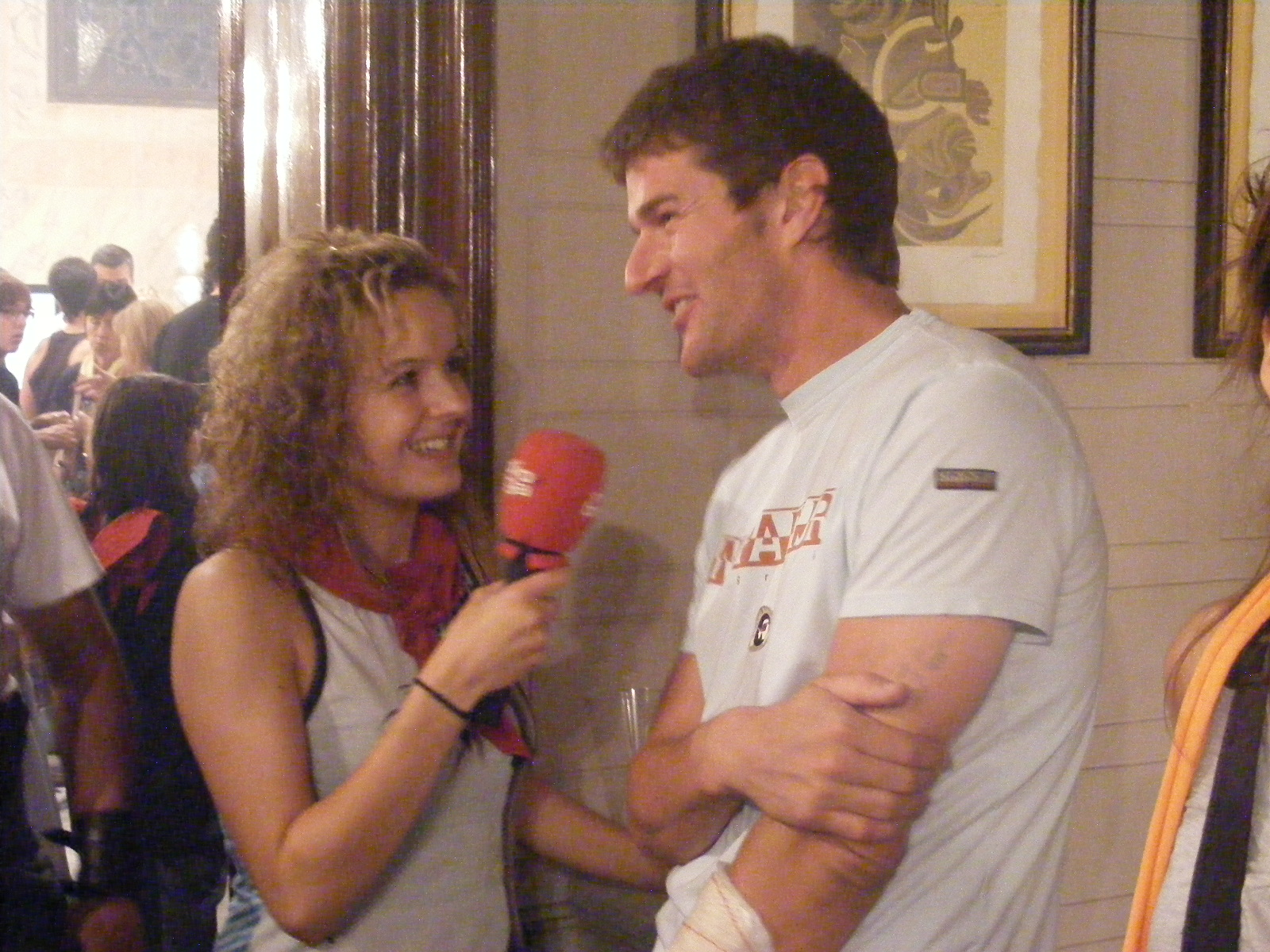
Marc Coma 2009-ben

Marc Coma Camps (1976. október 7. –) ötszörös Dakar-rali győztes, négyszeres tereprali-világbajnok spanyol motorversenyző.

## Pályafutása

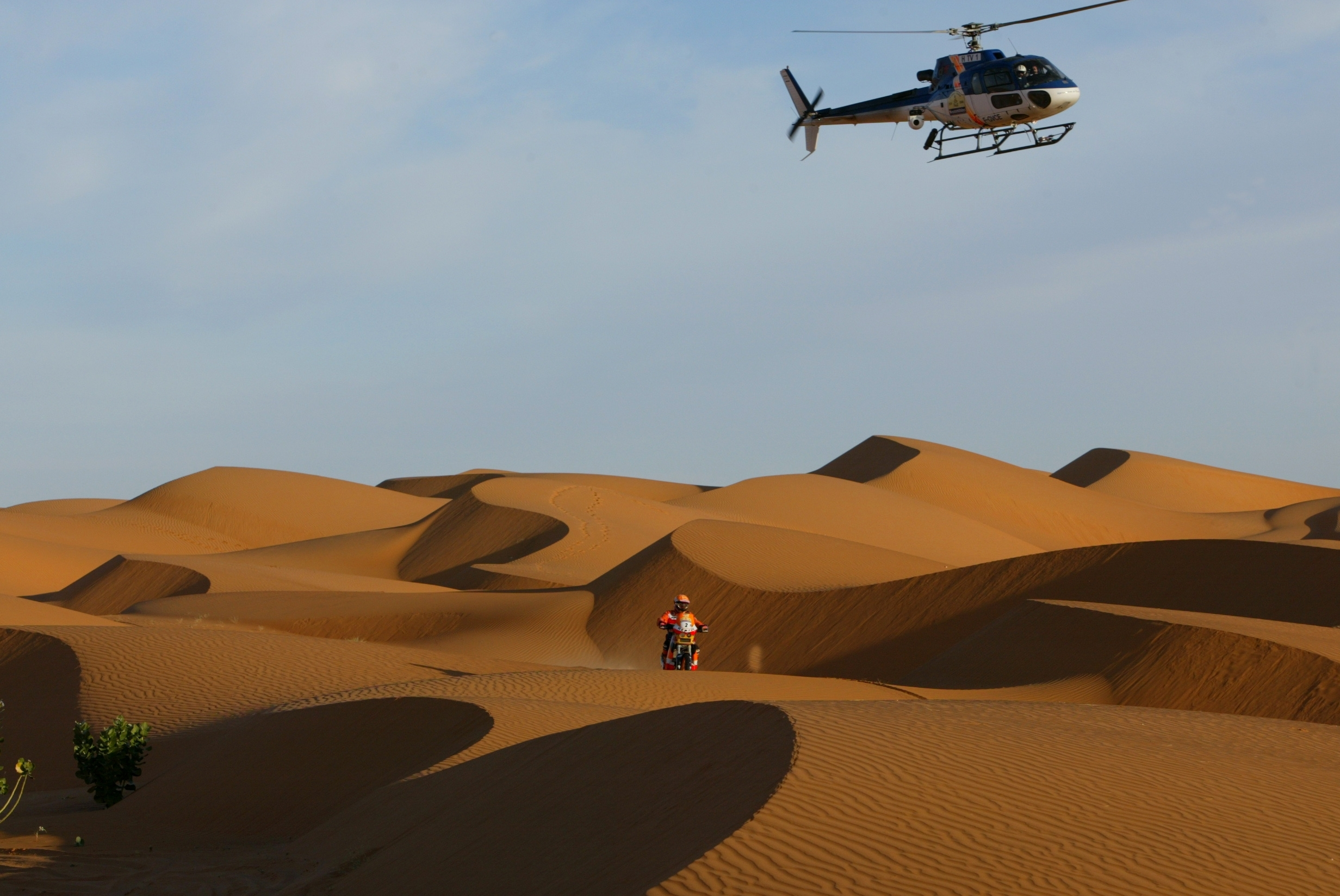
2006-ban a Dakar-ralin

Pályafutása kezdetén enduro-versenyeken szerepelt. 1995-ben megnyerte a 175cc felettiek junior bajnokságát hazájában. Ezt követően jelentős sikereket ért el hazája felnőtt sorozatában, valamint nemzetközi szinten.
2002-ben váltott tereprali-versenyzésre. Ekkor debütált a Dakar-ralin, ahol mechanikai probléma miatt nem ért célba. A következő évben már a KTM gyári csapatával indult a viadalon; a versenyt a tizenegyedik helyen zárta.
2004-ben a tereprali-világkupa több versenyén is rajthoz állt. Győzött a Baja Espańa-n, valamint második lett a Tunézia-, és a Marokkó-ralin. Az összetett értékelést a hetedik helyen zárta. Részt vett a Dakar-ralin is, de nem ért célba.
2005-ben megnyerte a tereprali-világbajnokságot, majd megvédte megvédte címét a következő két évben. A 2005-ös Dakaron második lett Cyril Despres mögött, majd a 2006-os viadalon újra a franciával küzdött az elsőségért, ekkor azonban Marc végzett az élen. Ezzel ő lett hazája második győztese a Dakar-ralin. 2007-ben is nagy esélye volt a győzelemre. Három szakasszal a verseny célja előtt több mint ötvenperces előnye volt a második helyen álló Despres előtt. A tizenharmadik szakaszon azonban komoly balesetet szenvedett, és fejsérülése miatt fel kellett adnia a versenyt.
2008-ban nem rendezték meg a Dakart. A versenyt helyettesítendő Közép-Európa Ralin Marc szakaszgyőzelemmel kezdett, a második gyorsaságin viszont feladta a viadalt térdfájdalmai miatt.
2009-ben újra győzött a Dakar-ralin. Már az első szakaszon megszerezte a vezetést, és a célig folyamatosan az élen állt. A 2010-es versenyen a szervezők hat órás időbüntetéssel sújtották. A hetedik szakasz után Despres és David Frétigné azzal vádolta meg Marc-ot, hogy egy tankolást követően szabálytalanul cserélt gumit a motorján. A rendezők megvizsgálták a vádakat, és fényképek kielemzése után hozták meg a döntést. A büntetést azzal indokolták, hogy a gumi kopottságán egyértelműen látszik, hogy nem használt. Marc tagadta az ellen felhozottakat, és azzal érvelt, hogy csak kímélte abroncsait az érintett távon. Ezt követően fontolgatta a versenyről való visszalépést, végül azonban folytatta a viadalt és a tizenötödik helyen ért célba. Ebben az évben négy futamgyőzelmet szerzett a tereprali-világbajnokságon, és három év után újra megnyerte a sorozatot. 2011-ben újra, immár harmadik alkalommal is győzni tudott a Dakaron. 2012-ben második lett a Dakaron. A Marokkó Rallyn bukott és megsérült a válla. A 2015-ös győzelme után visszavonult a versenyzéstől, de a Dakar-ralinak nem fordított hátat. 2016-ban már versenyigazgatóként volt jelen.

## Sikerei
- Dakar-rali
  - Győztes: 2006, 2009, 2011, 2014, 2015
    - Második: 2005, 2012
- Tereprali-világbajnokság
  - Bajnok: 2005, 2006, 2007, 2010

## Eredményei
Dakar-rali
| Év   | Motor         | Szakaszgyőzelmek | Helyezés |
| ---- | ------------- | ---------------- | -------- |
| 2002 | Suzuki        | 0                | Kiesett  |
| 2003 | KTM           | 0                | 11.      |
| 2004 | KTM           | 0                | Kiesett  |
| 2005 | KTM 660 Rally | 1                | 2.       |
| 2006 | KTM LC4 660R  | 0                | 1.       |
| 2007 | KTM 690 Rally | 3                | Kiesett  |
| 2009 | KTM 690 Rally | 3                | 1.       |
| 2010 | KTM 690 Rally | 5                | 15.      |
| 2011 | KTM 450 Rally | 5                | 1.       |